# Pauls Jonass
Pauls Jonass   (Aizpute, 13 de gener de 1997) és un pilot de motocròs letó que competeix al Campionat del món en la màxima categoria, MXGP. Va començar a destacar en competició internacional durant la dècada del 2010, quan es proclamà Campió del món de MX2 (2017) després de guanyar dos Campionats del món Júnior (2011 i 2013) i un d'Europa (2013).
Nascut a Aizpute i resident actualment a la propera Kalvene, Jonass és fins al moment l'únic letó a haver guanyat mai el campionat del món de motocròs.

## Trajectòria esportiva
Després de guanyar diversos campionats nacionals de 65cc, el 2011 Jonass va guanyar els títols de Campió d'Alemanya i del món júnior de la classe de 85cc. El 2012 va passar a la classe de 125cc pilotant una KTM i va acabar cinquè al Campionat d'Europa i tercer al del món Júnior. El 2013 va guanyar amb clar domini el Campionat d'Europa de 125cc. També va participar en una cursa al Campionat d'Europa de MX2 en què va aconseguir el quart lloc.
El 2014 debutà al campionat del món de motocròs MX2, corrent-hi només algunes curses, i va guanyar el Campionat de Letònia de la categoria. El 2015, Jonass va entrar a l'equip de fàbrica de KTM, al costat de Jeffrey Herlings, sota la direcció de Stefan Everts. En la seva primera temporada completa, Jonass va pujar al podi sis vegades i es va convertir en subcampió del món. La temporada de 2016 acabà en cinquè lloc final. El 2017 va aconseguir les seves primeres victòries en Gran Premi (en va guanyar 6 dels 19 de la temporada) i es va proclamar campió del món. L'any següent fou subcampió de la categoria.
El 2019 va canviar a la categoria superior, MXGP, dins l'equip oficial de Husqvarna.

## Palmarès al Campionat del Món
A 19 de novembre de 2024
Font:
| Any  | Motocicleta | MXGP | MX2 |
| ---- | ----------- | ---- | --- |
| 2014 | KTM         | -    | 24è |
| 2015 | KTM         | -    | 2n  |
| 2016 | KTM         | -    | 5è  |
| 2017 | KTM         | -    | 1r  |
| 2018 | KTM         | -    | 2n  |
| 2019 | Husqvarna   | 6è   | -   |
| 2020 | Husqvarna   | 31è  | -   |
| 2021 | Gas Gas     | 8è   | -   |
| 2022 | Husqvarna   | 9è   | -   |
| 2023 | Honda       | 19è  | -   |
| 2024 | Honda       | 14è  | -   |

#### Resultats per Gran Premi
Nota.- Es mostren només les temporades en què acabà en posició de podi.
(Llegenda)
| Any Campionat | Rda 1 | Rda 2 | Rda 3 | Rda 4 | Rda 5 | Rda 6 | Rda 7 | Rda 8 | Rda 9 | Rda 10 | Rda 11 | Rda 12 | Rda 13 | Rda 14 | Rda 15 | Rda 16 | Rda 17 | Rda 18 | Rda 19 | Rda 20 | Posició mitjana | % Podis | Posició |
| ------------- | ----- | ----- | ----- | ----- | ----- | ----- | ----- | ----- | ----- | ------ | ------ | ------ | ------ | ------ | ------ | ------ | ------ | ------ | ------ | ------ | --------------- | ------- | ------- |
| 2015 MX2      | 6     | 2     | 2     | 11    | 14    | 7     | 4     | 4     | 13    | 7      | 11     | 2      | 2      | 2      | 3      | 6      | 4      | 9      | -      | -      | 6,06            | 33%     | 2n      |
| 2017 MX2      | 1     | 21    | 1     | 4     | 2     | 1     | 2     | 3     | 1     | 1      | 2      | 2      | 1      | 2      | 3      | 3      | 7      | 2      | 5      | -      | 3,36            | 79%     | 1r      |
| 2018 MX2      | 1     | 1     | 1     | 5     | 5     | 1     | 3     | 2     | 1     | 5      | 3      | 5      | 2      | 4      | 5      | 2      | 2      | 2      | 6      | OUT    | 2,94            | 63%     | 2n      |
| 2024 MXGP     | 4     | 7     | 4     | 9     | 1     | 9     | 5     | 13    | OUT   | OUT    | OUT    | OUT    | OUT    | OUT    | OUT    | OUT    | OUT    | OUT    | OUT    | OUT    | 6,50            | 13%     | 14è     |